# Idaea paniensis
Idaea paniensis är en fjärilsart som beskrevs av Holloway 1979. Idaea paniensis ingår i släktet Idaea och familjen mätare. Inga underarter finns listade i Catalogue of Life.